# Phyllogomphoides cristatus
Phyllogomphoides cristatus är en trollsländeart som först beskrevs av James George Needham 1944.  Phyllogomphoides cristatus ingår i släktet Phyllogomphoides och familjen flodtrollsländor. Inga underarter finns listade i Catalogue of Life.